# 12 mars
12 mars är den 71:a dagen på året i den gregorianska kalendern (72:a under skottår). Det återstår 294 dagar av året.

## Återkommande bemärkelsedagar

### Nationaldagar
- Gabons nationaldag
- Mauritius nationaldag (till minne av självständigheten från Storbritannien 1968 och grundandet av republiken 1992)

### Flaggdagar
- Sverige: Kronprinsessans namnsdag

### Övriga
- Färöarna: Grækarismessa, som anses vara vårens början och ögruppens nationalfågel strandskatans ankomst från vinterkvarteren

- Sverige: Visans Dag. Till minne av Evert Taubes födelsedag

## Dagens namn

### I den svenska almanackan
- Nuvarande – Viktoria och Regina
- Föregående i bokstavsordning
  - Gregorius – Namnet fanns på dagens datum fram till 1882, då det flyttades till 13 mars, men utgick ur almanackan 1901. Det fanns på dagens datum till minne av påven Gregorius den store, men flyttades för att ge plats åt Viktoria, sedan Sverige 1881 hade fått en ny kronprinsessa med detta namn, när kronprins Gustaf (V) gifte sig med Victoria av Baden.
  - Regina – Namnet fanns sedan gammalt på den 7 september, men utgick 2011. 2022 återinfördes det på dagens datum.
  - Vibeke – Namnet infördes på dagens datum 1986. 1993 utgick det, men återinfördes 2001 på 16 november.
  - Viking – Namnet infördes på dagens datum 1986, men flyttades 1993 till 22 mars och utgick 2001.
  - Viktor – Namnet förekom tidvis både på 6 mars, 19 april och 27 oktober före 1692, då det infördes på 22 mars. Där fanns det fram till 1993, då det flyttades till dagens datum, och 2001 flyttades till 22 januari.
  - Viktoria – Namnet fanns fram till 1830 på 25 december. Detta år flyttades det till 23 december och 1882 till dagens datum, som en hyllning till den nya svenska kronprinsessan Victoria av Baden, som hade förlovat sig med kronprins Gustaf (V) just denna dag 1881. Det har funnits på dagens datum sedan dess.
- Föregående i kronologisk ordning
  - Före 1882 – Gregorius
  - 1882–1985 – Viktoria
  - 1986–1992 – Viktoria, Vibeke och Viking
  - 1993–2000 – Viktoria och Viktor
  - 2001–2021 – Viktoria
  - Från 2022 – Viktoria och Regina
- Källor
  - Brylla, Eva (red.): Namnlängdsboken, Norstedts ordbok, Stockholm, 2000. ISBN 91-7227-204-X
  - af Klintberg, Bengt: Namnen i almanackan, Norstedts ordbok, Stockholm, 2001. ISBN 91-7227-292-9

### Finlandssvenska almanackan
- Nuvarande från 2020[1] – Greger, Grels, Gregorius
- I föregående revideringar[a][2]
  - 1929–1949 – Gregorius, Greger
  - 1950–2019 – Gregorius, Greger, Grels

## Händelser
- 1088 – Sedan Viktor III har avlidit året före väljs Odo av Lagery till påve och tar namnet Urban II.
- 1610 – Under det De la Gardieska fälttåget lyckas en svensk här under fältmarskalken Jakob De la Gardies befäl inta den ryska huvudstaden Moskva och möts av jubel från stadens innevånare. Detta är en av mycket få gånger i världshistorien någon har lyckats med att inta staden, men redan i juni lämnar De la Gardie den, för att istället häva belägringen av Smolensk.
- 1868 – Sydafrikanska Lesotho, som sedan 1822 har varit separerat från den brittiska Kapkolonin, blir ett brittiskt protektorat.[3] 1884 blir det en brittisk koloni med namnet Basutoland.
- 1891 – Sedan 1880-talet har några ungdomar på Djurgården i Stockholm tävlat i både vinter- och sommarsporter med hemmagjorda primitiva sportredskap, inspirerade av sportklubben Norska Gardet, som finns förlagt i staden. För att få bättre ordning på djugårdsungdomarnas tävlingar tar 22-årige John G. Jansson och några av hans kamrater denna dag initiativ till att bilda Djurgårdens IF (DIF), vilket sker på ett kafé på Alberget 4A (numera Djurgårdsvägen 124), bredvid Franska Värdshuset. Till en början är klubben endast öppen för personer, som bor eller någon gång har bott på Djurgården, men från hösten 1892 tillåts även andra bli medlemmar. Idag (2025) är DIF den flersektionsförening i Storstockholm, som har flest SM-guld.
- 1921 – Turkiet antar sin nuvarande nationalsång İstiklâl Marşı (Självständighetens marsch), med text av Mehmet Akif Ersoy och musik av Osman Zeki Üngör. Antagandet sker två och ett halvt år innan upplösningen av Osmanska riket och grundandet av den turkiska republiken, både som motivation för de turkiska trupper, som kämpar för att upprätta republiken och att ha som nationalsång, när man väl har lyckats med detta.
- 1932 – Den svenske finansmannen och miljardären Ivar Kreuger begår självmord på sitt hotellrum i Paris, vilket blir inledningen på den så kallade Kreugerkraschen. Sedan Wall Street-kraschen knappt två och ett halvt år tidigare har Kreuger försökt rädda sitt världsomspännande finansimperium, men misslyckats eftersom flera av de företag och stater han har fordringar på inte kan betala sina skulder till honom, vilket leder till att han inte kan betala skulderna till sina fordringsägare. Efter hans död bryter företaget snabbt samman och går i konkurs.
- 1934 – Statschefen Konstantin Päts och general Johan Laidoner utropar undantagstillstånd i Estland och låter gripa ledarna för den högerextrema Vapsrörelsen. Parti- och mötesverksamhet förbjuds. Päts regerar i fortsättningen Estland genom dekret och ställer in de planerade valen i april 1934.
- 1938 – Tidigt på morgonen marscherar trupper från Nazityskland över gränsen till Österrike, för att Tyskland ska annektera Österrike i vad som kallas Anschluss (anslutningen). Inmarschen sker dagen före den österrikiske förbundskanslern Kurt Schuschnigg har tänkt hålla en allmän folkomröstning om Österrikes anslutning till Tyskland, eftersom den tyske rikskanslern Adolf Hitler misstänker, att folkomröstningsresultatet kommer att bli ett nej. I april håller tyskarna en folkomröstning, där det österrikiska folket tillfrågas om de går med på anslutningen, i vilken 99,7 procent av deltagarna röstar ja.
- 1940 – Moskvafreden undertecknas mellan Finland och Sovjetunionen.
- 1947 – Den amerikanske presidenten Harry S. Truman håller ett tal i kongressen, där han framlägger den så kallade Trumandoktrinen. Denna går ut på att USA ska lämna ekonomiskt och militärt bistånd till Grekland och Turkiet, för att hjälpa dem att inte hamna inom den sovjetiska intressesfären. Eftersom doktrinen dock i grund och botten handlar om att USA ska bekämpa kommunismens spridning i världen ser vissa historiker den numera som inledningen på kalla kriget.
- 1967 – General Suharto, som genom kuppartade former har tagit makten i Indonesien 1965, avsätter officiellt presidenten Sukarno och tillträder själv posten som landets president. Sukarno har blivit fråntagen all makt den 11 mars året före, men har fått sitta kvar som marionettpresident fram till denna dag.
- 1968 – Ögruppen Mauritius i Indiska oceanen, som har varit brittisk koloni sedan 1810, blir självständigt och istället medlem av det brittiska samväldet. Samma datum 1992 blir landet republik.
- 1976 – Sveriges kung Carl XVI Gustaf eklaterar sin förlovning med tyskan Silvia Sommerlath, som han har träffat under sommar-OS i München knappt fyra år tidigare. Under intervjun nämner kungen i ett sedermera känt citat att när de träffades ”var det något som sade, som man alltid säger, ’klick’ och sedan dess har det sagt klick mest hela tiden”. Bröllopet äger sedan rum den 19 juni samma år.
- 1979 – En teknik att överföra text och enklare grafik till tv-apparater, där tittaren själv kan bläddra mellan olika sidor, vilken benämns text-tv, införs i Sveriges Television. I början måste man ha en särskild text-tv-mottagare, för att kunna använda tekniken, men från och med 1980-talet byggs denna in som standard i alla nya tv-apparater.
- 1986 – De svenska socialdemokraternas nye partiledare Ingvar Carlsson, som efter mordet på statsministern Olof Palme den 28 februari har fungerat som tillförordnad statsminister, väljs denna dag av riksdagen till ordinarie statsminister. Med undantag för tiden 1991–1994, då Carl Bildt är statsminister i en borgerlig regering, kommer han att inneha posten till mars 1996, då han efterträds av Göran Persson.
- 1992 – Den värsta spårvagnsolyckan i Göteborgs spårvägs historia inträffar, när en spårvagn på linje 7 råkar i sken och okontrollerat rullar från Wavrinskys plats till Vasaplatsen i Göteborg, där 13 väntande resenärer omkommer, när vagnen krossar dem.
- 1994 – Biskop Barry Rogerson viger 32 kvinnor till engelska kyrkans första kvinnliga präster i katedralen i Bristol, två år efter att kyrkan har gett sin tillåtelse till vigning av kvinnliga präster. Eftersom kvinnorna vigs i bokstavsordning efter sina efternamn blir universitetskaplanen Angela Berners-Wilson den allra första.
- 2003 – Den serbiske premiärministern Zoran Đinđić blir skjuten av den kosovanske polisen Zvezdan Jovanović, när han är på väg ut från den serbiska regeringsbyggnaden i Belgrad och avlider senare samma dag. Mordet, som tros vara en beställning från den serbiska maffian, inträffar bara några timmar innan Đinđić ska sammanträffa med den svenska utrikesministern Anna Lindh, vilken själv blir mördad knappt ett halvår senare.
- 2005 – Károlos Papoúlias efterträder Konstantinos Stefanopoulos som Greklands president, sedan han den 8 februari med stor majoritet har vunnit presidentvalet i parlamentet (där han har fått 279 av 300 röster).

## Födda
- 1613 – André Le Nôtre, fransk trädgårdsarkitekt
- 1637 – Anne Hyde, engelsk prinsessa, gift med hertig Jakob av York
- 1661 – Jonas Cedercreutz, svensk friherre, lagman och landshövding i Västmanlands län
- 1672 – Richard Steele, engelsk-irländsk publicist och författare, grundare av tidningarna The Spectator och The Tatler
- 1728 – Anton Raphael Mengs, tysk målare och konstteoretiker
- 1759 – Rasmus Nyerup, dansk historiker och biblioteksman
- 1781 – Fredrika av Baden, tysk prinsessa, Sveriges drottning 1797–1809 (gift med Gustav IV Adolf)
- 1792 – August von Hartmansdorff, svensk ämbetsman, politiker och hovkansler, landshövding i Kalmar län 1839–1840
- 1795 – George Tyler Wood, amerikansk demokratisk politiker och militär, guvernör i Texas 1847–1849
- 1812 – Isaac P. Christiancy, amerikansk diplomat, politiker och jurist, senator för Michigan 1875–1879
- 1815 – Louis Jules Trochu, fransk militär och politiker, president i Frankrikes nationella försvarsregering 1870–1871
- 1818 – John S. Hager, amerikansk demokratisk politiker, senator för Kalifornien 1873–1875
- 1824 – Gustav Kirchhoff, tysk fysiker
- 1832 – Charles Boycott, brittisk egendomsförvaltare som protestformen bojkott är uppkallad efter
- 1835 – Simon Newcomb, amerikansk astronom och matematiker
- 1863 – Gabriele D’Annunzio, italiensk författare
- 1864 – Alice Tegnér, svensk tonsättare, musiklärare och organist
- 1869 – Joseph Sherman Frelinghuysen, amerikansk republikansk politiker, senator för New Jersey 1917–1923
- 1871 – Oscar Hedström, svensk motorcykelkonstruktör
- 1876 – Elbert Lee Trinkle, amerikansk demokratisk politiker, guvernör i Virginia 1922–1926
- 1877 – Wilhelm Frick, tysk nazistisk politiker, Tysklands riksinrikesminister 1933–1943
- 1878 – Gemma Galgani, italiensk jungfru, mystiker och helgon
- 1881
  - Mustafa Kemal Atatürk, turkisk politiker, känd som ”den turkiska republikens fader”, Turkiets president 1923–1938
  - Arthur Raymond Robinson, amerikansk republikansk politiker, senator för Indiana 1925–1935
- 1886 – Vittorio Pozzo, italiensk fotbollstränare
- 1890 – Evert Taube, svensk författare, konstnär, trubadur och kompositör
- 1905 – Wanda Rothgardt, svensk skådespelare
- 1910 – Masayoshi Ohira, japansk politiker, Japans premiärminister 1978–1980
- 1912 – Sixten Sason, svensk industriformgivare
- 1917 – Fritjof Hellberg, svensk skådespelare
- 1921
  - Algimantas Dailidė, litauisk nazistkollaboratör och krigsförbrytare
  - Gordon MacRae, amerikansk skådespelare
- 1922 – Jack Kerouac, amerikansk författare
- 1925
  - Harry Harrison, amerikansk science fiction-författare
  - Leo Esaki, japansk fysiker, mottagare av Nobelpriset i fysik 1973
- 1929 – Owe Thörnqvist, svensk artist
- 1932 – Andrew Young, amerikansk demokratisk politiker och diplomat, kongressledamot 1973–1977, USA:s FN-ambassadör 1977–1979
- 1937 – Janne ”Loffe” Carlsson, svensk skådespelare, musiker och kompositör
- 1940 – M.A. Numminen, finländsk artist, sångare, kompositör och författare
- 1942 – Ratko Mladić, serbisk militär, överbefälhavare för den bosnienserbiska armén 1992–1995
- 1943 – Harry Frank, svensk ingenjör
- 1945 – Leif G.W. Persson, svensk kriminolog och författare
- 1946 – Liza Minnelli, amerikansk skådespelare
- 1947
  - Jan-Erik Enestam, finländsk politiker för Svenska folkpartiet
  - Mitt Romney, amerikansk republikansk senator, presidentkandidat
- 1948
  - Virginia Bottomley, brittisk parlamentsledamot för de konservativa 1984–2005
  - James Taylor, amerikansk sångare, låtskrivare och gitarrist
- 1953 – Ron Jeremy, amerikansk porrskådespelare, regissör och stå upp-komiker
- 1954 – Rolf Sohlman, svensk skådespelare, regissör, producent och manusförfattare
- 1956 – Steve Harris, brittisk musiker, basist i gruppen Iron Maiden
- 1957 – Marlon Jackson, amerikansk skådespelare och musiker, medlem i gruppen The Jackson 5
- 1961
  - Micke "Syd" Andersson, svensk musiker, trumslagare i gruppen Gyllene Tider
  - Ulf Stureson, svensk musiker, soloartist och basist i Traste Lindéns Kvintett
- 1968
  - Tammy Duckworth, amerikansk demokratisk politiker
  - Aaron Eckhart, amerikansk skådespelare
  - Kjell Elvis, norsk musiker och Elvis Presley-imitatör
- 1970
  - Anna Björk, svensk skådespelare
  - Mathias Grönberg, svensk golfspelare
- 1971 – Karolina A. Højsgaard, svensk orienterare, världsmästare i orientering 2004
- 1977 – Amdy Faye, senegalesisk fotbollsspelare
- 1978 – Arina Tanemura, japansk mangatecknare
- 1979 – Pete Doherty, brittisk sångare, poet, låtskrivare och musiker
- 1980
  - Christian Berglund, svensk ishockeyspelare
  - Douglas Murray, svensk ishockeyspelare
- 1985 – Cissi Wallin, svensk medieprofil, skådespelare och musiker
- 1986 – Danny Jones, brittisk musiker, medlem i gruppen McFly
- 1988 – Konstantinos Mitroglou, grekisk fotbollsspelare
- 1995 – Bobby Äikiä, svensk pojke, känd för att ha blivit förnedrad och brutalt mördad av sin mor och styvfar
- 1998 – Alina Müller, schweizisk ishockeyspelare

## Avlidna
- 417 – Innocentius I, påve sedan 401
- 604 – Gregorius I, omkring 64, påve sedan 590
- 1507 – Cesare Borgia, 30 eller 31, furste av Valencia sedan 1498 (mördad)
- 1639 – Domenico Ginnasi, 87, italiensk kardinal
- 1689 – Gustaf Kurck, 64, svensk friherre och riksråd
- 1699 – François Lefort, 44, schweizisk militär i rysk tjänst
- 1784 – Henrik af Trolle, 53, svensk generalamiral
- 1790 – William Grayson, omkring 50, amerikansk politiker, senator för Virginia sedan 1789
- 1849 – Thomas Morris, 78, amerikansk politiker, kongressledamot 1801–1803
- 1898
  - Johann Jakob Balmer, 72, schweizisk matematiker och fysiker
  - Zacharias Topelius, 80, finlandssvensk författare, tidningsman och historiker
- 1925 – Sun Yat-sen, 58, kinesisk politiker och revolutionär
- 1932 – Ivar Kreuger, 52, svensk ingenjör och finansman (självmord)
- 1937 – Charles-Marie Widor, 93, fransk organist och tonsättare
- 1942 – William Bragg, 79, brittisk fysiker och kemist, mottagare av Nobelpriset i fysik 1915
- 1946
  - John M. Evans, 83, amerikansk demokratisk politiker, kongressledamot 1913–1921 och 1923–1933
  - Károly Beregfy, 58, ungersk militär och politiker (avrättad)
  - József Gera, 49, ungersk politiker, medlem av Pilkorsrörelsen (avrättad)
  - Ferenc Szálasi, 49, ungersk politiker, ledare för Pilkorsrörelsen, Ungerns premiärminister 1944–1945 (avrättad)
  - Gábor Vajna, 54, ungersk politiker (avrättad)
- 1947 – Walter Samuel Goodland, 84, amerikansk republikansk politiker, guvernör i Wisconsin sedan 1943
- 1955
  - Charlie ”Bird” Parker, 34, amerikansk jazzmusiker och saxofonspelare
  - Folke Zettervall, 92, svensk arkitekt
- 1957 – Josephine Hull, 80, amerikansk skådespelerska.
- 1960
  - Rune Ellboj, 49, svensk kapellmästare, musiker och altsaxofonist
  - Erik Forslund, 81, svensk skådespelare
- 1961 – Kate Thunman, 54, svensk skådespelare
- 1978 – John Cazale, 42, amerikansk skådespelare
- 1984 – Gotha Andersen, 62, dansk skådespelare
- 1985 – Earle Clements, 88, amerikansk demokratisk politiker, guvernör i Kentucky 1947–1950, senator för samma delstat 1950–1957
- 1991
  - LeRoy Collins, 82, amerikansk demokratisk politiker, guvernör i Florida 1955–1961
  - Ragnar Granit, 90, finländsk neurofysiolog, mottagare av Nobelpriset i fysiologi eller medicin 1967
- 1999 – Yehudi Menuhin, 82, amerikansk-brittisk violinist
- 2001 – Robert Ludlum, 73, amerikansk författare
- 2003
  - Zoran Đinđić, 50, serbisk politiker, oppositionsledare och filosof, Serbiens premiärminister sedan 2001 (mördad)
  - Lynne Thigpen, 54, amerikansk skådespelare
- 2008 – Howard Metzenbaum, 90, amerikansk demokratisk politiker, senator för Ohio 1974 och 1976–1995
- 2010 – Miguel Delibes, 89, spansk författare
- 2011 – Joe Morello, 82, amerikansk jazztrumslagare
- 2012
  - Carl Braunerhielm, 86, svensk festfixare och kulturpersonlighet
  - Timo Konietzka, 73, tysk fotbollsspelare och -tränare
- 2013 – Clive Burr, 56, brittisk rockmusiker, trumslagare i gruppen Iron Maiden
- 2014
  - Věra Chytilová, 85, tjeckisk filmskapare
  - Hannes Oljelund, 81, svensk tv-man
  - Zoja Rudnova, 67, rysk-sovjetisk bordtennisspelare
- 2015
  - Michael Graves, 80, amerikansk arkitekt, formgivare och konstnär
  - Terry Pratchett, 66, brittisk fantasyförfattare
- 2016 – Lloyd Shapley, 92, amerikansk nationalekonom och matematiker, mottagare av Sveriges riksbanks pris i ekonomisk vetenskap till Alfred Nobels minne 2012
- 2023 – Dick Fosbury, 76, amerikansk höjdhoppare, OS-guld 1968, skapare av den s.k. Fosbury-floppen
- 2024 – Terry Everett, 87, amerikansk republikansk politiker, kongressledamot 1993–2009